# ArenaBowl V
Match précédent Match suivant
L'ArenaBowl V (ou ArenaBowl '91) est le cinquième ArenaBowl de l'Arena Football League. Le jeu met en présence le Storm de Tampa Bay, numéro 2 de la saison avec un bilan de 8-2 et le numéro 1, le Drive de Detroit  qui termine sa saison sur un bilan de 9-1. Le Storm en est à sa première saison à Tampa, en Floride, depuis son départ de Pittsburgh en Pennsylvanie et ses quatre premières saisons en tant que Gladiators de Pittsburgh, alors que le Drive tente de remporter un quatrième titre d'affilée, sans précédent pour ArenaBowl.

## Sommaire du match
Au premier quart-temps, Tampa Bay frappe en premier avec le quarterback Jay Gruden inscrivant un touchdown d'un yard, mais le Drive réplique grâce au quarterback Art Schlichter qui complète deux passes de touchdown, une de 10 yards à Gary Mullen et une autre de 32 yards à George LaFrance.
Au deuxième quart-temps, Tampa Bay riposte et Gruden lance une passe de touchdown de 13 yards à Stevie Thomas. Detroit répond avec Alvin Rettig, mais le Storm commence à prendre le contrôle et Lynn Bradford marque un touchdown de trois yards, puis Gruden et Thomas se retrouvent pour une passe de 42 yards.
Au troisième quart-temps, le Drive répond avec Schlichter complétant une passe de touchdown de 13 yards pour Will McClay, tandis que le Storm réplique avec Gruden complétant une passe de 37 yards à Darren Willis. Alors que Detroit ne peut que répondre avec leur kicker Novo Bojovic, qui inscrit un field goal de 46 yards, Tampa Bay augmente son avance grâce à Gruden qui retrouve à nouveau Thomas avec une passe de 17 yards.
Au quatrième quart-temps, le Drive essaie de revenir avec Schlichter et Mullen sur une passe de 23 yards (avec une transformation ratée) et Aric Anderson obtenant un touchdown d'un yard (avec une conversion de 2 points ratée), le Storm clôt la partie avec Gruden et Thomas qui se sont encore retrouvés lors d’une passe de touchdown de 35 yards.
Avec cette victoire, Tampa Bay a non seulement remporté son premier titre ArenaBowl, mais a également empêché Detroit de remporter son quatrième titre de champion consécutif.

## Évolution du score
| Temps           | Description des actions                                                                                       | Score TB-DE | Score TB-DE |
| --------------- | --- | ----------- | ----------- |
| 1er Quart-temps | |             |             |
| 09:45           | TD à la suite d’une course d'un yard par Gruden (PAT par Hickert)                                             |             | 07-0        |
| 07:18           | TD de 10 yards par Mullen à la suite d'une passe de Schlichter (PAT par Bovine)                               | Égalité     | 07-07       |
| 00:22           | TD de 32 yards par LaFrance à la suite d'une passe de Schlichter (PAT par Bojovic)                            |             | 14-07       |
| 2e Quart-temps  | |             |             |
| 10:07           | TD de 13 yards par Thomas à la suite d'une passe de Gruden (PAT par Hickert)                                  | Égalité     | 14-14       |
| 06:50           | TD à la suite d’une course de 2 yards par Rettig (PAT par Bojovic)                                            |             | 21-14       |
| 00:40           | TD à la suite d’une course de 3 yards par Bradford (PAT par Hickert)                                          | Égalité     | 21-21       |
| 00:00           | TD de 42 yards par Thomas à la suite d'une passe de Gruden (PAT par Hickert)                                  |             | 28-21       |
| 3e Quart-temps  | |             |             |
| 11:44           | TD de 13 yards par McClay à la suite d'une passe de Schlichter (échac du PAT par Bojovic)                     |             | 28-27       |
| 09:02           | TD de 37 yards par Willis à la suite d'une passe de Gruden (PAT par Hickert)                                  |             | 35-27       |
| 05:30           | FG de 46 yards par Bojovic                                                                                    |             | 35-30       |
| 00:52           | TD de 17 yards par Thomas à la suite d'une passe de Gruden (PAT par Hickert)                                  |             | 42-30       |
| 4e Quart-temps  | |             |             |
| 14:10           | TD de 23 yards par Mullen à la suite d'une passe de Schlichter (échec du PAT par Bojovic)                     |             | 42-36       |
| 01:20           | TD à la suite d’une course d'1 yards par Anderson (échec de la tentative à 2 pts par la passe par Schlichter) | Égalité     | 42-42       |
| 00:39           | TD de 35 yards par Thomas à la suite d'une passe de Gruden (échec du PAT par Hickert)                         |             | 48-42       |

## Les équipes en présence
| Joueur           | Position  |
| ---------------- | --------- |
| Ron Adams        | QB        |
| Aric Anderson    | LB        |
| Novo Bojovic     | K         |
| Bruce Clark      | DE-DT     |
| John Corker      | LB        |
| Dwayne Dixon     | WR        |
| David Evans      | DB        |
| Jitter Fields    | DB        |
| Greg Fitzpatrick | FB/LB     |
| Flint Fleming    | OL/DL, DE |
| Larry Hargrove   | WR/DB     |
| Billy Harris     | OL/DL     |
| Ted Hennings     | OL/DL     |
| Troy Knight      | OL/DL     |
| George LaFrance  | OS        |
| Will McClay      | WR/LB     |
| Gary Mullen      | WR        |
| Tate Randle      | DB        |
| Alvin Rettig     | FB/LB     |
| Rock Richmond    | DB        |
| Jon Roehlk       | G         |
| Art Schlichter   | QB        |
| Steve Slay       | OL/DL     |
| Ken Strong       | WR/DB     |
| John Witkowski   | QB        |

| Joueur           | Position      |
| ---------------- | ------------- |
| Reid Bennett     | OL/DL         |
| Andre Bowden     | FB/LB, LB     |
| Lynn Bradford    | FB/LB         |
| Keith Browner    | LB            |
| Brad Calip       | WR/DB, SB, WR |
| Rawland Crawford | WR/DB         |
| John Darnell     | QB            |
| Chip Ferguson    | QB            |
| Tom Gizzi        | OL/DL         |
| Jay Gruden       | QB            |
| Kevin Guidry     | DB            |
| Paul Hickert     | K             |
| Anthony Howard   | WR/LB         |
| Tony Jones       | WR/LB         |
| Jeff Mayes       | WR/LB         |
| Thomas Monroe    | WR/DB         |
| Tracey Perkins   | DS, DB        |
| Robert Smith     | DE            |
| Pat Sperduto     | OL/DL         |
| Dan Tarabella    | OL/DL         |
| Stevie Thomas    | WR/LB         |
| Carl Watts       | OL/DL         |
| Darren Willis    | WR/DB, DB     |
| Adrian Wright    | RB            |
| Bo Wright        | FB/LB         |
| Tony Young       | WR/DB         |
| Marc Zeno        | SB, FB/LB     |

## Statistiques par équipe
| Données                   | Tampa Bay | Detroit |
| ------------------------- | --------- | ------- |
| 1er Downs                 | 16        | 15      |
| Yards à la course         | 24        | 34      |
| Yards à la passe          | 298       | 265     |
| Fumbles/Perdu             | 2/1       | 1/1     |
| Yards en retour de Fumble | 0         | 0       |
| Pénalités/Yards           | 6/19      | 10/42   |
| Temps de possession       | 32:21     | 27:39   |
| Conversion de 3e Down     | 9/12      | 3/6     |
| Conversion de 4e Down     | 0/0       | 0/0     |